# Pundri
Pundri è una città dell'India di 17.022 abitanti, situata nel distretto di Kaithal, nello stato federato dell'Haryana. In base al numero di abitanti la città rientra nella classe IV (da 10.000 a 19.999 persone).

## Geografia fisica
La città è situata a 29° 45' 0 N e 76° 32' 60 E e ha un'altitudine di 223 m s.l.m..

## Società

### Evoluzione demografica
Al censimento del 2001 la popolazione di Pundri assommava a 17.022 persone, delle quali 9.139 maschi e 7.883 femmine. I bambini di età inferiore o uguale ai sei anni assommavano a 2.415, dei quali 1.464 maschi e 951 femmine. Infine, coloro che erano in grado di saper almeno leggere e scrivere erano 10.466, dei quali 6.207 maschi e 4.259 femmine.